# 材惣木材
材惣木材株式会社（ざいそうもくざい、英:ZAISO LUMBER CO., LTD.）は、愛知県名古屋市中区に本社を置く日本の企業。主な事業は木造軸組工法、木造枠組壁工法の住宅用資材の製造・供給。

## 概要
江戸時代（元禄初期）に、初代鈴木惣兵衛が愛知県知多郡寺本村から名古屋元材木町に移り、屋号を材木屋と称し材木商を営む。江戸時代は尾張徳川家の御勝手御用達商人として家業の基礎を築く。
文化2年（1805年）に5代鈴木惣兵衛が東本願寺名古屋別院の本堂再建の用材供給を行う。
明治8年（1875年）に家督を継いだ8代鈴木摠兵衛が明治維新後の政治経済の混乱の中、鉄道枕木の資材供給などの事業を開始し家業を立て直す。
昭和16年（1941年）に木材統制法が施行され自由営業を一時停止。昭和21年（1946年）に営業を再開した。
戦後は国鉄などへの枕木納入のほか一般建築用材、市売事業、合板製造へ進出（合板製造は昭和61年に撤退）。
昭和62年（1987年）よりプレカット事業を開始し、住宅用資材の製造・供給が現在の主な事業となっている。
平成28年（2016年）よりエノキアン協会に加盟。

## 沿革
- 元禄3年（1690年）初代惣兵衛が材木商を創業。
- 元禄13年（1700年）知多郡寺本村より名古屋の元材木町に移り材木屋惣兵衛と称して材木業を営む
- 享保2年（1717年）2代惣兵衛（幼名惣三郎）家督を継ぐ。
- 宝暦3年（1753年）3代惣兵衛（幼名惣三郎）家督を継ぐ。
- 明和6年（1769年）4代惣兵衛（幼名次郎吉）家督を継ぐ。
- 寛政9年（1797年）5代惣兵衛（幼名惣九郎）家督を継ぐ。
- 文政5年（1822年）5代惣兵衛、10年余にわたる東本願寺名古屋別院、納材事業を達成し尾張藩の御勝手御用達に取立てられ苗字帯刀を許される
- 文政6年（1823年）6代惣兵衛家督を継ぐ。5代惣兵衛隠居（惣助に改名）。
- 弘化元年（1844年）7代惣兵衛家督を継ぐ。
- 明治8年（1875年）8代惣兵衛家督を継ぐ。7代惣兵衛隠居（才造に改名）。
- 明治37年（1904年）8代惣兵衛から　摠兵衛に正式登記。
- 大正2年（1913年）8代鈴木摠兵衛が名古屋商業会議所（現名古屋商工会議所）の７代会頭に選任される
- 大正10年（1921年）材摠製作合資会社を設立。8代鈴木摠兵衛が社長に就任。
- 大正10年（1921年）8代鈴木摠兵衛　日本舗装道路株式会社を東京都に設立
- 大正11年（1922年）日本舗装道路株式会社を大日本木材防腐株式会社と社名変更し、本社を名古屋市に移転。
- 大正14年（1925年）材摠製作合資会社を材摠合資会社と名称変更。
- 昭和元年（1926年）9代鈴木摠兵衛（鈴四郞）が材摠合資会社代表取締役に就任。
- 昭和7年（1931年）10代鈴木摠一郎が材摠合資株式会社代表取締役に就任。
- 昭和8年（1933年）材摠製作株式会社を設立。10代鈴木摠一郎が代表取締役に就任。
- 昭和8年（1933年）北海道木古内に、製材工場を新設。
- 昭和9年（1934年）材摠木材株式会社を設立。10代鈴木摠一郎が代表取締役に就任。材摠木材株式会社が材摠合資会社を合併する
- 昭和17年（1942年）本店所在地を名古屋市中川区西古渡町3丁目9番地に変更。
- 昭和23年（1948年）材摠製作の営業権の譲渡を受ける。
- 昭和39年（1964年）中日プライウッド株式会社の一切の債務返済を条件に子会社として瑞穂合板株式会社設立、鈴木正治が社長に就任。
- 昭和47年（1972年）東海建材の全株式を取得し子会社とする。
- 昭和47年（1972年）西部木材団地に木工工場を新設。
- 昭和49年（1974年）福祉会館（材摠会館）西部木材団地に完成。
- 昭和51年（1976年）11代鈴木正治が副社長に就任。
- 昭和53年（1978年）11代鈴木正治が取締役社長に就任。　住宅の施工部門として株式会社ザイソウハウスを設立。
- 昭和53年（1978年）西部木材団地に製材工場・乾燥工場完成、移転する。
- 昭和54年（1979年）新共ベニヤを吸収合併し、北海道事業所湯の里工場とする。
- 昭和57年（1981年）材摠企業株式会社を設立。

## 関連会社
材惣木材と大日本木材防腐を中心とした材惣DMBホールディングスグループを形成している。
- 材惣DMBホールディングス株式会社
  - 大日本木材防腐株式会社
    - 株式会社リーベ
    - ウッドラック株式会社

  - 東陸ロジテック株式会社
  - 株式会社ザイソウハウス
  - DMB東海建材株式会社
  - 伊藤建材工業有限会社
  - 富士美サッシ株式会社
  - 株式会社共立
  - 有限会社鈴木興産
  - 材惣エステート株式会社
- セクダム株式会社